# Loire Vivante
 (novembre 2014).
Si vous disposez d'ouvrages ou d'articles de référence ou si vous connaissez des sites web de qualité traitant du thème abordé ici, merci de compléter l'article en donnant les références utiles à sa vérifiabilité et en les liant à la section « Notes et références ».
Loire Vivante est un collectif d'associations dont le siège est situé au Puy-en-Velay en France.
Ce collectif est notamment composé de SOS Loire Vivante et de Loire Amont Vivante. Elle travaille également avec la Fédération Rhône-Alpes de protection de la nature [Frapna) et le Fonds mondial pour la nature (WWF) Elle a été créée en 1989 pour protester contre la construction de barrage sur le bassin versant de la Loire, dont le Barrage de Chambonchard et le barrage de Serre de la Fare. Loire Vivante tire une partie de sa notoriété de cette opposition, mais également de l'annulation de ces projets à la suite de cette opposition.
Elle aurait 3 000 adhérents[réf. souhaitée] et 12 salariés[réf. souhaitée].